# Femen

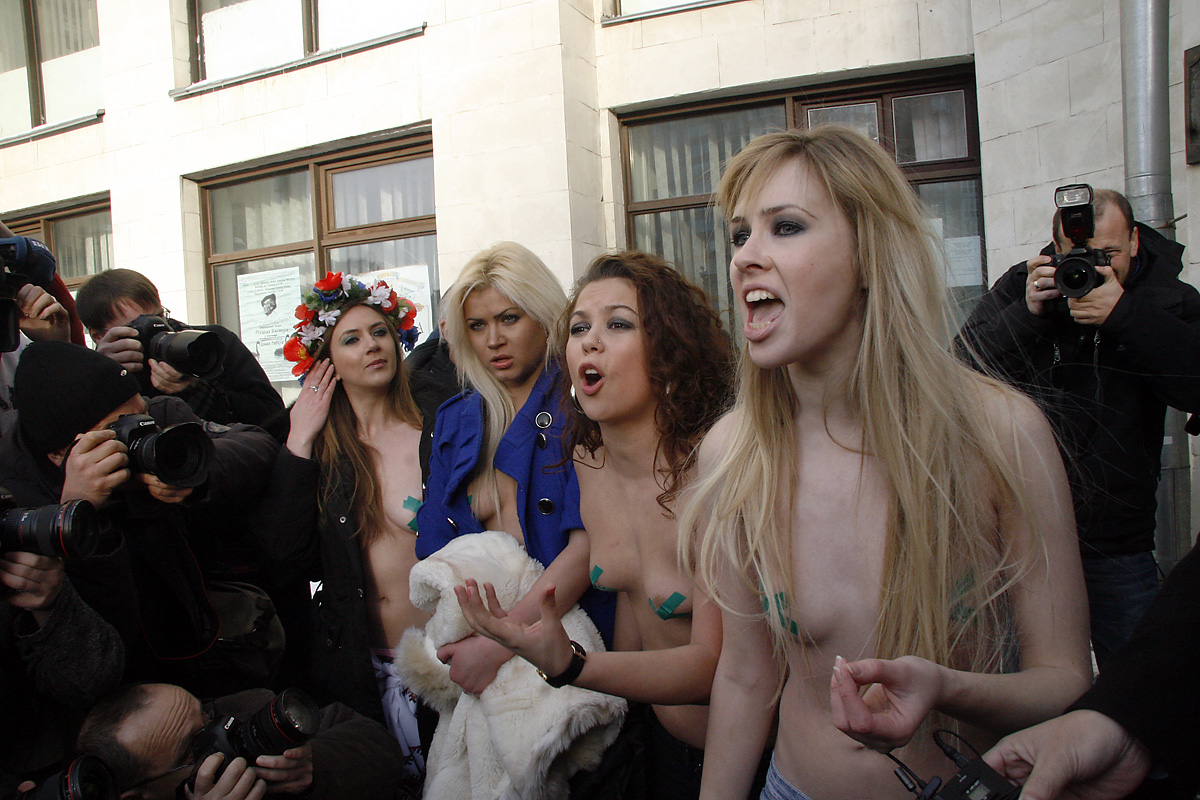
Activistas de Femen protestan por lo que consideran una adulteración del sistema democrático en un colegio electoral en Kiev

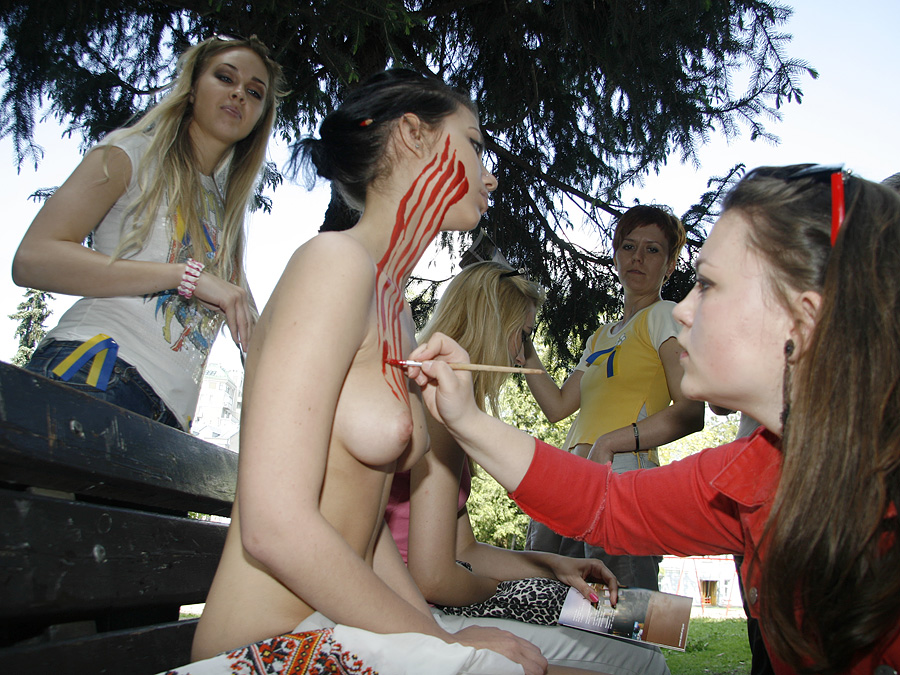
Activista de Femen preparándose para una manifestación contra el Gobierno de Ucrania.

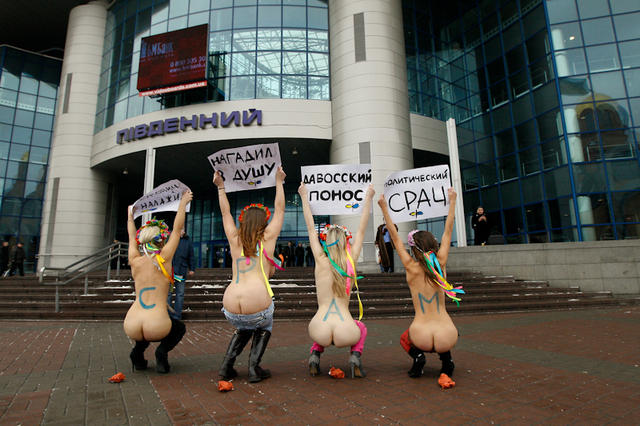
Cuatro miembros de Femen enseñan los glúteos frente a la estación de Passazhyrskiy.

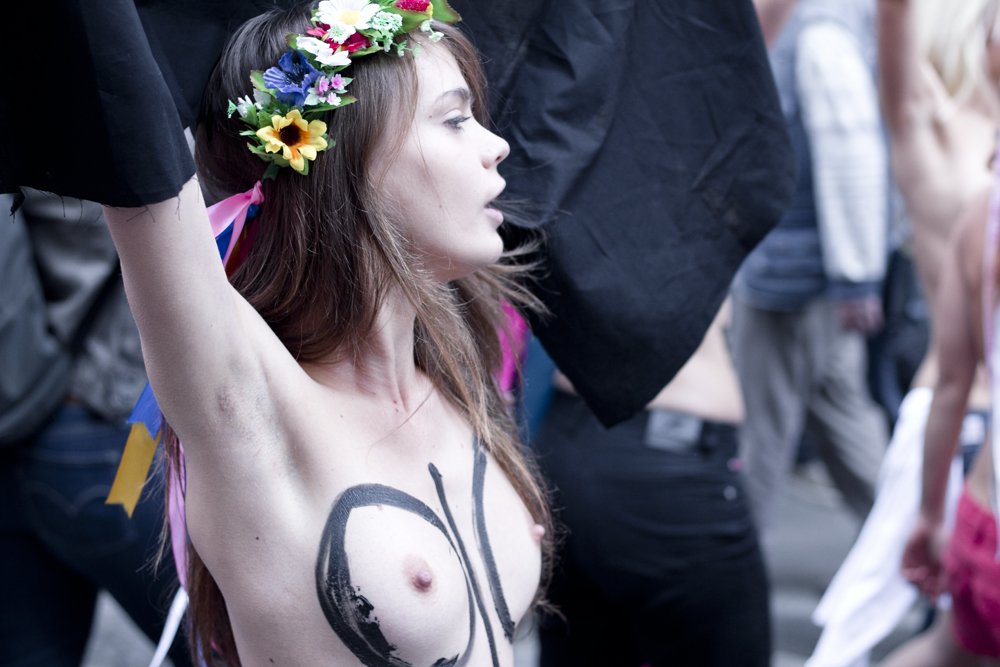
Oksana Shachko durante una manifestación en París.

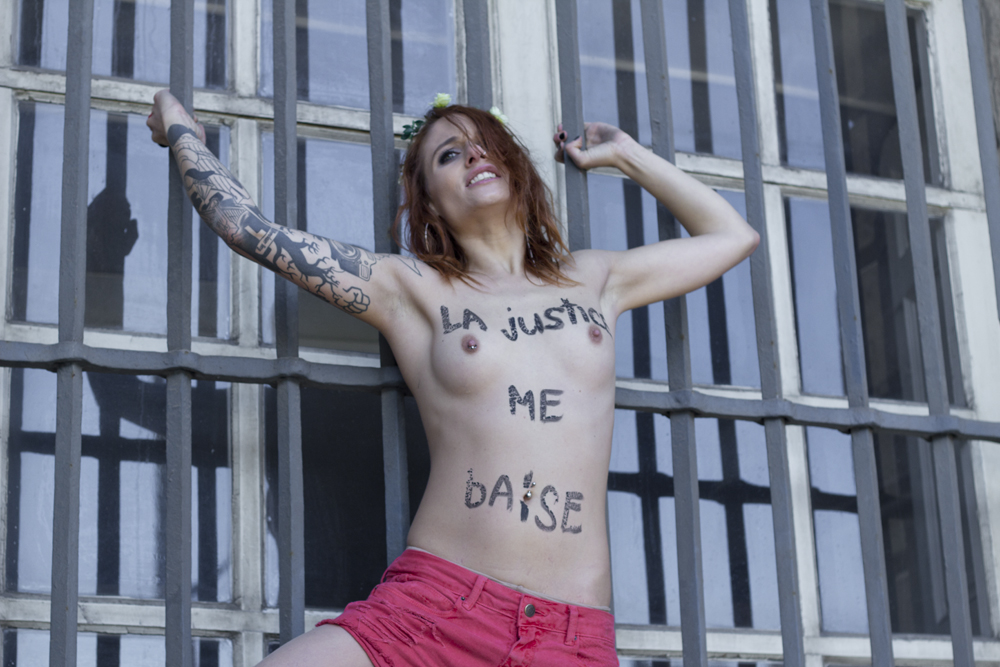
La periodista independiente Éloïse Bouton durante un acto de protesta ante el Ministerio de Justicia de Francia.

Femen  (estilizado como FEMEN; en ucraniano: Фемен) es una organización activista cercana a las ideas del feminismo radical fundada el 10 de abril de 2008 por la economista Anna Hutsol con el nombre de «Nueva Ética». Originalmente basada en Kiev (Ucrania), desplazaron la sede principal a París en 2013; no obstante cuenta con delegaciones en casi todas las capitales europeas. Son especialmente activas las delegaciones de Francia, Reino Unido y España, contando además con representaciones en Alemania, Suiza, Países Bajos, Polonia, Suecia, Brasil, Canadá, Estados Unidos e Italia.
Sus integrantes llevan a cabo acciones de protesta, generalmente con desnudez explícita, contra el turismo sexual, instituciones religiosas, agencias de matrimonio internacionales, sexismo y otros asuntos a nivel global. Cuenta en la actualidad con unas trescientas mujeres como miembros activos con gran repercusión, estigma y persecución, siendo en muchos casos detenidas por la policía. Las primeras actividades y reivindicaciones se llevaron a cabo en Kiev y otras ciudades ucranianas como Odessa, Dnipropetrovsk y Zaporizhia.

## Objetivos
Algunas de las metas mencionadas por la organización son «desarrollar el liderazgo, cualidades intelectuales y morales de las mujeres jóvenes en Ucrania», «construir la imagen de Ucrania como país de grandes oportunidades para la mujer» o «hacerlas participar activamente en la sociedad y organizar para 2017 la revolución de las mujeres».

## Estructura y financiación
El movimiento está dirigido por un Consejo de Coordinación del que forman parte las fundadoras y activistas más experimentadas.
Para costear sus actividades, acepta donativos de quienes comparten sus ideas y métodos de lucha. También venden ropa y accesorios con sus símbolos, así como objetos artísticos de elaboración propia. Se venden solo en su página web.

## Métodos
Según Femen, sus métodos «son la única manera de que se nos escuche. Si en vez de protestar con el torso desnudo y las consignas trazadas sobre él nos mostráramos con simples pancartas, nuestras demandas no se tomarían en cuenta». Inicialmente, las integrantes del grupo utilizaban bikinis o se tapaban los pezones con cinta adhesiva. En agosto de 2009, Oksana Shachko fue la primera que se deshizo del sostén durante una manifestación en la ciudad de Kiev.

Fui yo quien primero protestó en toples con las tetas pintadas. Fue solo un experimento, pero después entendimos lo poderoso que era.

En octubre de 2010, la propia Shachko enseñó las nalgas frente a un baño público para protestar por las deficiencias y escasez de este servicio, acción repitió con otras tres activistas en febrero de 2011.
En diciembre de 2012, el movimiento realizó un acto de protesta frente a la embajada egipcia en Estocolmo, en el que también participó la activista antiislámica Aliaa Magda Elmahdy. Esta vez, iban completamente desnudas. Sostenían en las manos carteles que simbolizaban los tres principales libros religiosos, advirtiendo al mundo sobre los peligros de teocratizar las instituciones. En el pecho de Aliaa, estaba escrito SHARIA IS NOT A CONSTITUTION (en español, «LA SHARIA NO ES UNA CONSTITUCIÓN»).
Según los miembros de esta organización, la corona de flores sobre la cabeza es un símbolo de feminidad, orgullosa rebeldía y heroísmo. Destacan por último una serie de lemas o frases escritos sobre el cuerpo de las manifestantes, de acentuado carácter feminista y antirreligioso. La activista antifeminista Sara Winter, de ideas afines a la extrema derecha, ha acusado al Femen de ser una empresa y una acción de marketing en vez de un movimiento social legítimo.

## Manifestaciones, acciones y reivindicaciones
2011
El domingo 6 de noviembre del año 2011, al concluir la alocución papal, la activista y líder de Femen Aleksandra Shevchenko se desnudó como acto de protesta política en plena Plaza de San Pedro, junto a un cartel con el lema «Libertad para las mujeres» reivindicando el derecho de la mujer a elegir libremente sobre su cuerpo. Shevchenko y sus cuatro compañeras fueron inmediatamente detenidas por la Policía italiana y puestas a disposición judicial. La acción tuvo repercusión internacional y fue portadas de diversos medios de prensa escrita a nivel internacional.
2012
En abril, cinco activistas de Femen se manifestaron contra el proyecto de ley que, de aprobarse, pondría fin a los abortos en Ucrania. Desplegaron un cartel a favor del aborto en el campanario de la Catedral de Santa Sofía de Kiev, mientras hacían tañer sus campanas. El grupo declaró que «detrás de esta ley, está la mano de la comunidad cristiana». Las activistas fueron detenidas por la Policía.
El 26 de julio, la activista de Femen Yana Zhdánova atacó mostrando los pechos al «Patriarca de Moscú y de todas las Rusias», Cirilo I durante una visita de este a Ucrania. Zhdánova se había pintado en la espalda las palabras Kill Kirill («Matar a Cirilo»), mientras gritaba «¡Váyase!» Estuvo encarcelada quince días.
El 17 de agosto, tras la detención y condena en Moscú del grupo Pussy Riot, Inna Shevchenko cortó con una motosierra la cruz cristiana de cinco metros erigida junto al monumento a los católicos de Europa del Este, víctimas de la represión soviética. Tras destrozar la cruz, la activista adoptó por un momento la postura de Jesús crucificado.
2013
El 12 de febrero, en la catedral de Notre Dame de París, componentes del grupo celebraron la renuncia de Benedicto XVI.
En agosto de 2013, una campaña de persecución política en su contra les obligó a trasladar su sede a París (Francia), donde se encuentra desde entonces.
El 19 de diciembre, al grito de «¡La Navidad fue anulada, Jesús fue abortado!», escrito en rojo sobre su torso desnudo, Inna Shevchenko protestó en la Plaza de San Pedro contra la condena del aborto por parte de la Iglesia católica.
Al día siguiente, Éloïse Bouton protagonizó una parodia de la Virgen María en toples en el interior de la iglesia católica de la Madelaine de París que la convirtió en la primera mujer acusada en Francia de «exhibición sexual», por lo que, el 17 diciembre de 2014, fue condenada a un mes de prisión, dos mis euros de multa y mil quinientos más de gastos judiciales.
2014
El 25 de diciembre, Yana Zhdánova se quedó inesperadamente en toples en la Plaza de San Pedro y, tras saltar el cordón de seguridad, se llevó del belén una imagen del Niño Jesús. En el pecho, llevaba escrita con tinta negra la frase GOD IS WOMAN (en español, «DIOS ES MUJER»). El carabinieri que la detuvo la tapó inmediatamente con su capa.
2012
Cinco activistas de Femen se manifestaron con los pechos desnudos durante la celebración de los Juegos Olímpicos de Londres «contra el apoyo del Comité Olímpico Internacional a los regímenes islamistas sanguinarios».
El 26 de octubre, durante una entrevista en directo a Inna Shevchenko en la cadena de televisión Al Jazeera, le preguntaron qué era mejor para las mujeres, el nudismo o la paranja, a lo que la activista respondió quitándose la camiseta y enseñando los pechos. La emisión fue interrumpida inmediatamente.
2015
En junio, dos activistas de Femen son expulsadas de Marruecos por besarse en toples.
2016
En enerο, «Femen recibe al presidente iraní con un ahorcamiento al desnudo en París».
2016
En abril, la activista sueca Jenny Wenhammer protesta en Dinamarca contra el presidente de México Enrique Peña Nieto.
El 1 de mayo, la Policía francesa detiene a activistas de Femen por manifestarse contra el «banquete popular y patriota» de Marine Le Pen.
Activistas de FEMEN desnudas en la Eurocámara contra la "criminalización del aborto en Polonia". Publicado el 5 oct. 2016 por OKDIARIO.
En marge de la Manif pour tous, six Femen brutalement interpellées. Publicado el 16 oct. 2016 por l'express.
Protesta de Femen en el colegio electoral de Donald Trump. Publicado el 8 nov. 2016 por ABC.es.
2017
Absuelta la primera Femen condenada por «exhibición sexual». La activista, no obstante, ha sido penada al pago de 600 euros por haber destrozado una figura de cera de Vladímir Putin que se encontraba en el Museo Grévin de París.
Carbajosa, Ana. «Femen irrumpe en un concierto de Woody Allen en Hamburgo». EL PAÍS. Consultado el 6 de agosto de 2017.
Redacción. «Femen irrumpe en un homenaje a Polanski: "Nada de honores para los violadores"». eldiario.es. Consultado el 2 de noviembre de 2017.

## Femen España
En mayo de 2013, se establece en España, liderado por la asturiana Lara Alcázar.
2016
La líder de Femen España: "Si quieres verme las tetas vas a tener que leer mi eslogan". Publicado el 7 may. 2016 por Sara Polo en EL MUNDO.
Absueltas las cinco integrantes de Femen acusadas de exhibicionismo y desórdenes públicos. Publicado el 30 jul. 2016 por Isabel F. Lantigua en EL MUNDO.
La Fiscalía pide 9 meses de prisión para las activistas de Femen que se encadenaron en La Almudena. En su escrito, el Ministerio Público considera que las acusadas actuaron «con ánimo de ofender a los feligreses, faltando al respeto debido a un lugar de culto». Publicado el 20 oct. 2016 por EP en ABC Madrid.
2017
Femen boicotea la llegada de la estatua de Donald Trump al Museo de Cera de Madrid. Publicado el 17 ene. 2017 en EL MUNDO.
"La Audiencia de Madrid ha confirmado la absolución de las cinco activistas de Femen, entre ellas su líder Lara Alcázar, que interrumpieron semidesnudas una marcha antiabortista en Madrid en noviembre de 2013. Las mujeres estaban acusadas de los delitos de desorden público, exhibicionismo, contra el ejercicio de los derechos fundamentales y uno más de resistencia a agentes de la autoridad. El fiscal pedía nueve meses de cárcel y multa de 1.800 euros para cada una de ellas".«La Audiencia de Madrid absuelve a las activistas de Femen que boicotearon una marcha antiabortista». EL PAÍS. Consultado el 8 de agosto de 2017.

## Hemerografía
Las actividades del movimiento han ido apareciendo en CNN, BBC News, Der Spiegel, Die Welt, France 24, Euronews, Kyiv Post, USA Today, Reuters, The Washington Post o The Wall Street Journal, entre otros.